# اچ‌ام‌اس سنچوریون (۱۹۱۱)
اچ‌ام‌اس سنچوریون (۱۹۱۱) (به انگلیسی: HMS Centurion (1911)) یک کشتی است که طول آن ۵۹۷ فوت ۶ اینچ (۱۸۲٫۱۲ متر) می‌باشد. این کشتی در سال ۱۹۱۱ ساخته شد.